# Philodromus pericu
Philodromus pericu là một loài nhện trong họ Philodromidae.
Loài này thuộc chi Philodromus. Philodromus pericu được Mauricio Jiménez miêu tả năm 1989.